# Pilot (Rakete)

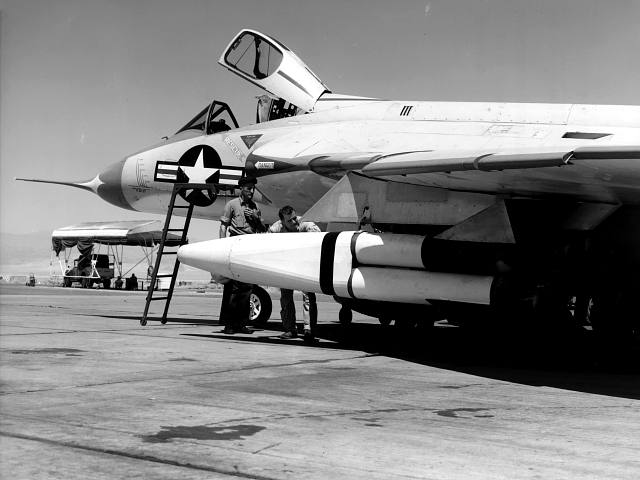
Pilot-Rakete unter F4D-1 Skyray der Naval Air Weapons Station China Lake

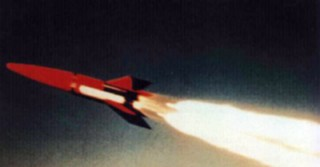
Pilot-Rakete im Flug

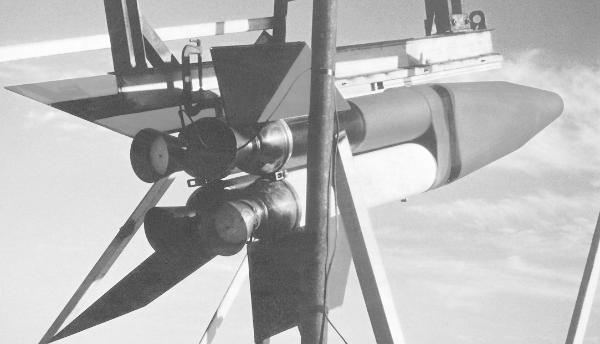
Pilot-Rakete (Testversion) an der Bodenstartrampe

Project Pilot (oder inoffiziell NOTSNIK, für NOTS und Sputnik) ist die Bezeichnung einer gegen Ende der 1950er Jahre unter strengster Geheimhaltung von der Naval Ordnance Test Station (NOTS) der United States Navy entwickelten Satellitenstartrakete, die von einem Flugzeug aus gestartet wurde und die Bezeichnung NOTS-EV-1 Pilot trug. Die Existenz dieses Programms kam erst in den 1990er Jahren an die Öffentlichkeit.

## Geschichte
Pilot war eine mit Feststoffraketenmotoren angetriebene fünfstufige Rakete und die erste orbitale Rakete, die von einem Flugzeug gestartet wurde. Auf extreme Einfachheit konstruiert, besaß Pilot keine beweglichen Teile. Die Triebwerke der ersten beiden Stufen basierten auf der Subroc-Anti-Uboot-Rakete. Die insgesamt vier HOTROC-Raketentriebwerke der ersten und zweiten Stufe entwickelten einen Schub von jeweils 126,4 kN und hatten eine Brenndauer von 4,86 s. Der ABL-X-241-Raketenmotor der dritten Stufe entwickelte einen Schub von 12,1 kN und 35 s Brenndauer. In der vierten Stufe war ein NOTS-100-Triebwerk mit 5,14 kN Schub und 5,7 s Brenndauer eingebaut. Die fünfte Stufe, die in die Nutzlast integriert war, hatte ein NOTS-Triebwerk mit 765 N Schub und 1 s Brenndauer. Die Nutzlast der Rakete betrug nur 1,05 kg.
Ziel dieser Rakete war es, winzige Überwachungssatelliten unbemerkt von der Sowjetunion in den Orbit zu bringen.
Innerhalb von nur zwei Monaten wurden vier Testversionen vom Boden und sechs vollständige Raketen vom Flugzeug gestartet. Alle zehn Startversuche schlugen jedoch fehl und führten zur Einstellung des Programms. Lediglich beim ersten und dritten Start der orbitalen Version gibt es Indizien, dass die Nutzlast den Orbit erreicht haben könnte, jedoch ist das nicht schlüssig zu beweisen.
Nach den Fehlstarts wurde ebenfalls von der Naval Ordnance Test Station die verbesserte Caleb-Rakete entwickelt, aber dieses Programm wurde nach einigen suborbitalen Testflügen aufgegeben, bevor orbitale Starts versucht wurden. Das Konzept des Starts von einem Flugzeug aus wurde erst in den 1990er Jahren mit der Pegasus-Rakete wieder aufgegriffen.

## Versionen
| Rakete              | Stufen | Flugzeug             | 1. Stufe   | 2. Stufe   | 3. Stufe | 4. Stufe      | 5. Stufe       | Nutzlast (kg) |
| ------------------- | ------ | -------------------- | ---------- | ---------- | -------- | ------------- | -------------- | ------------- |
| Pilot (Testversion) | 1      | −                    | 2 × HOTROC | −          | −        | −             | −              | −             |
| Pilot               | 5      | Douglas F4D-1 Skyray | 2 × HOTROC | 2 × HOTROC | X-241    | NOTS Extruded | NOTS Spherical | 1,05 kg       |

## Abmessungen
- Länge – 4,38 m
- Durchmesser – 0,762 m
- Spannweite – 1,65 m
- Gewicht – 950 kg
- Gipfelhöhe – 2400 km

## Startliste
Dies ist eine vollständige Startliste der Pilot-Rakete.
| Lauf. Nr. | Datum (UTC)     | Typ                 | Startplatz | Nutzlast | Art der Nutzlast    | Nutzlast in kg (brutto¹) | Orbit²     | Anmerkungen                                                |
| --------- | --------------- | ------------------- | ---------- | -------- | ------------------- | ------------------------ | ---------- | ---------------------------------------------------------- |
| 1         | 4. Juli 1958    | Pilot (Testversion) | China Lake | –        | −                   | −                        | Suborbital | Fehlschlag Explodierte nach 1 Sekunde                      |
| 2         | 17. Juli 1958   | Pilot (Testversion) | China Lake | –        | −                   | −                        | Suborbital | Fehlschlag Explodierte bei der Zündung                     |
| 3         | 25. Juli 1958   | Pilot               | Point Mugu | Pilot-1  | Technologienutzlast | 1 kg                     | LEO        | Fehlschlag Kontakt verloren                                |
| 4         | 12. August 1958 | Pilot               | Point Mugu | Pilot-2  | Technologienutzlast | 1 kg                     | LEO        | Fehlschlag Explodierte bei der Zündung                     |
| 5         | 16. August 1958 | Pilot (Testversion) | China Lake | –        | −                   | −                        | Suborbital | Fehlschlag Strukturelles Versagen nach 3,2 Sekunden        |
| 6         | 17. August 1958 | Pilot (Testversion) | China Lake | –        | −                   | −                        | Suborbital | Fehlschlag Strukturelles Versagen nach 3 Sekunden          |
| 7         | 22. August 1958 | Pilot               | Point Mugu | Pilot-3  | Technologienutzlast | 1 kg                     | LEO        | Fehlschlag Funkkontakt verloren                            |
| 8         | 25. August 1958 | Pilot               | Point Mugu | Pilot-4  | Technologienutzlast | 1 kg                     | LEO        | Fehlschlag Explodierte nach 0,75 Sekunden                  |
| 9         | 26. August 1958 | Pilot               | Point Mugu | Pilot-5  | Technologienutzlast | 1 kg                     | LEO        | Fehlschlag Erste Stufe zündet nicht, Rakete fällt ins Meer |
| 10        | 28. August 1958 | Pilot               | Point Mugu | Pilot-6  | Technologienutzlast | 1 kg                     | LEO        | Fehlschlag Ein Triebwerk der ersten Stufe zündet nicht     |

¹ Bruttogewicht = (Satelliten + Adapter, Gehäuse etc.)
² Bahn, auf der die Nutzlast von der Oberstufe ausgesetzt werden sollte.